# Adonara
Adonara est une des îles Solor dans les Petites îles de la Sonde en Indonésie. Administrativement, elle appartient au kabupaten de Florès oriental dans la province des petites îles de la Sonde orientales.

## Géographie

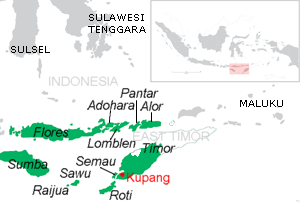
Carte des petites îles de la Sonde orientales, y compris Adonara

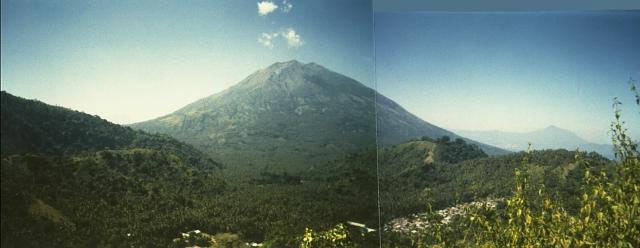
Le volcan Iliboleng

Elle est située en mer de Savu à l'est de Florès et à l'ouest de Lembata. Son volcan, l'Iliboleng, culmine à 1 659 mètres et est le point le plus élevé de l'archipel.

## Population
Il y avait 104 142 habitants en 2010.
La tradition locale raconte la fondation d'un État vers 1650. Des personnalités et notables d'Adonara disent descendre des souverains ou raja d'Adonara.